# Haiti na Mistrzostwach Świata w Lekkoatletyce 2013
Reprezentacja Haiti na Mistrzostwach Świata w Lekkoatletyce 2013 liczyła 1 zawodnika.

## Występy reprezentantów Haiti
| Konkurencja       | Zawodnik    | Eliminacje | Eliminacje | Finał    | Finał   |
| Konkurencja       | Zawodnik    | Rezultat   | Pozycja    | Rezultat | Pozycja |
| ----------------- | ----------- | ---------- | ---------- | -------- | ------- |
| Trójskok mężczyzn | Samyr Laine | 16,87      | 8. q       | 16,09    | 11.     |